# Bilderbergconferentie 1969

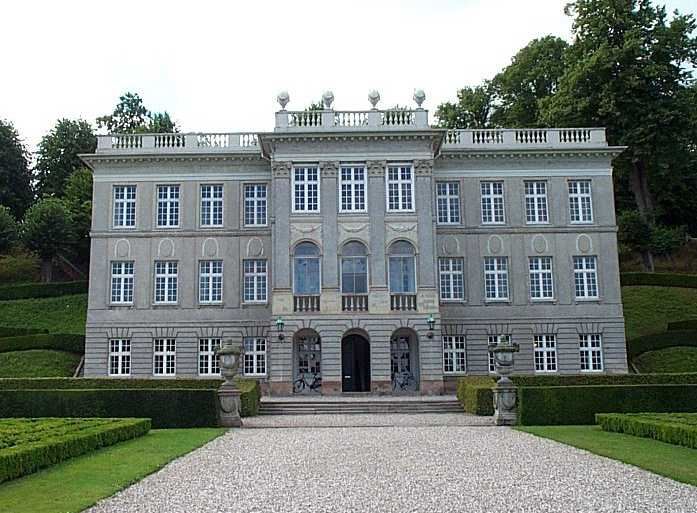
Kasteel Marienlyst

De Bilderbergconferentie van 1969 werd gehouden van 9 t/m 11 mei 1969 in kasteel Marienlyst bij Helsingør, Denemarken. Vermeld zijn de officiële agenda indien bekend, alsmede namen van deelnemers indien bekend. Achter de naam van de opgenomen deelnemers staat de hoofdfunctie die ze op het moment van uitnodiging uitoefenden.

## Agenda
- Elements of instability in Western society (Elementen van instabiliteit in de Westerse samenleving)
- Conflicting attitudes within the Western world towards relations with the USSR and the other Communist states of Eastern Europe in the light of recent events (Conflicterende houdingen binnen de Westerse wereld met betrekking tot de relatie met de USSR en de andere Communistische staten van Oost-Europa in het licht van recente gebeurtenissen)

## Deelnemers
- Nederland - Prins Bernhard, prins-gemaal, Nederland, voorzitter
- Nederland - Godfried van Benthem van den Bergh, Nederlands hoogleraar internationale betrekkingen ISS
- Nederland - Ernst van der Beugel, Nederlands emeritus hoogleraar Internationale Betrekkingen RU Leiden
- Nederland - Norbert Schmelzer, fractievoorzitter KVP

1954 ·
1955 (1) ·
1955 (2) ·
1956 ·
1957 (1) ·
1957 (2) ·
1958 ·
1959 ·
1960 ·
1961 ·
1962 ·
1963 ·
1964 ·
1965 ·
1966 ·
1967 ·
1968 ·
1969 ·
1970 ·
1971 ·
1972 ·
1973 ·
1974 ·
1975 ·
(1976) ·
1977 ·
1978 ·
1979 ·
1980 ·
1981 ·
1982 ·
1983 ·
1984 ·
1985 ·
1986 ·
1987 ·
1988 ·
1989 ·
1990 ·
1991 ·
1992 ·
1993 ·
1994 ·
1995 ·
1996 ·
1997 ·
1998 ·
1999 ·
2000 ·
2001 ·
2002 ·
2003 ·
2004 ·
2005 ·
2006 ·
2007 ·
2008 ·
2009 ·
2010 ·
2011 ·
2012 ·
2013 ·
2014 ·
2015 ·
2016 ·
2017 ·
2018 ·
2019 ·
2020 ·
2021 ·
2022 ·
2023